# Paectes phaeophaga
Paectes phaeophaga là một loài bướm đêm trong họ Noctuidae.